# Semiaquatisch
|  | Dieser Artikel wurde aufgrund von formalen oder inhaltlichen Mängeln in der Qualitätssicherung Biologie im Abschnitt „Grundlagen“ zur Verbesserung eingetragen. Dies geschieht, um die Qualität der Biologie-Artikel auf ein akzeptables Niveau zu bringen. Bitte hilf mit, diesen Artikel zu verbessern! Artikel, die nicht signifikant verbessert werden, können gegebenenfalls gelöscht werden. Lies dazu auch die näheren Informationen in den Mindestanforderungen an Biologie-Artikel. |

Als semiaquatische Tiere (lateinisch semis: „halb“, aqua: „Wasser“) bezeichnet man Tiere, die sowohl an Land als auch im Wasser leben. Dazu zählen einige Arten von Amphibien (z. B. Frösche), Reptilien (z. B. Krokodile), Vögeln (z. B. Kaiserpinguin) und Säugetieren (z. B. Seehunde).
Semiaquatische Lebewesen haben ihren Lebensbereich in Uferzonen. Durch den Wechsel von Ebbe und Flut sind sie ständigen Veränderungen zwischen Trockenheit und Überschwemmung ausgesetzt, die eine hohe Toleranz gegenüber terrestrischen und aquatischen Umweltbedingungen erfordern.
Der semiaquatische Lebensraum ist nicht nur durch vollständig angepasste Arten besiedelt. Weitere terrestrische und aquatische Arten sind periodisch anzutreffen.